# Маскайка (деревня)
Маскайка — деревня в Чебаркульском районе Челябинской области России. Входит в состав Травниковского сельского поселения.

## География
Деревня находится в центральной части Челябинской области, в лесостепной зоне, на берегах реки Маскайки, на расстоянии примерно 19 километров (по прямой) к юго-востоку от города Чебаркуль, административного центра района. Абсолютная высота — 319 метров над уровнем моря.
Часовой пояс
Деревня Маскайка, как и вся Челябинская область, находится в часовой зоне МСК+2. Смещение применяемого времени относительно UTC составляет +5:00.

## Население
| 2002 | 2010 |
| ---- | ---- |
| 666  | ↘599 |

Гендерный состав
По данным Всероссийской переписи населения 2010 года в гендерной структуре населения мужчины составляли 48,6 %, женщины — соответственно 51,4 %.
Национальный состав
Согласно результатам переписи 2002 года, в национальной структуре населения русские составляли 89 %.

## Улицы
Уличная сеть деревни состоит из пяти улиц.